# Тихомиров, Виктор Иванович
Виктор Иванович Тихомиров (род. 13 мая 1951) — российский художник, живописец, иллюстратор, писатель, сценарист и кинорежиссёр, член творческой группы «Митьки».

## Биография
- 1970 г. — был призван в пограничные войска, где после 3-х месяцев настоящей службы попал в художники-оформители; нарисовал огромное количество батальных картин и открыток.
- До 1972 г. написал более 1500 писем чисто литературного содержания, романтических, иногда со стихами, избегая описания армейских будней.
- 1977 г. — поступил в ЛВХПУ им. Мухиной; будучи в колхозе, познакомился с будущими «митьками» — А. Флоренским и Н. Полисским.
- С 1984 г. участвовал в создании группы «Митьки» и всех выставках и акциях, которым нет числа.
- 1991 г. — «ИМА-пресс» и «Новая литература» издают повесть «Золото на ветру» тиражом в 210000 экз.
- 1992 г. — на к/с «Ленфильм» в мастерской А. Германа снял полнометражный игровой х/ф «Трава и вода» по собственному сценарию с музыкой Бориса Гребенщикова.
- Принял участие в 8 международных кинофестивалях.
- С 1994 г. Член Союза Художников России, секция монументальной живописи.
- С 1996 г., в целях дополнительного заработка, занялся журналистикой, постоянно печатаясь в газете «Невское время», журналах «Медведь» (Москва), «Питер-бук», исполнял обязанности питерского редактора «Медведя».
- Успешно снялся в роли злодея в фильме Олега Ковалова «Концерт для крысы».
- Довольно долго занимался кун-фу у видного востоковеда и филолога С. Пучкова, овладел некоторыми приёмами, сломал палец.
- С 1997 г. постоянно ведёт колонку «Городской гуляка» в журнале «Петербург на Невском» и «Гуляка» во «Время СПб».
- 1999 г. — опубликовал в издательстве «Грэйт» альбом рисунков и текстов «За мирные переговоры».
- 2000 г. — опубликовал в издательстве «Грэйт» альбом рисунков и текстов «Романтизированная история поиска средств связи».
- 2000 г. — начал снимать документальные фильмы. Первой стала серия «Митьки. Полет Икара», один из пяти фильмов, вошедших в серию, «Ура флоту!» стал дипломантом на фестивале «Киношок».
- В 2001—2005 годах снимает серию документальных фильмов-портретов: «Андрей Битов. Зеленый чемодан» (2001), «БГ. Лев Толстой» (2002), «Герман. Ленфильм» (2003), «Сокуров» (2004), «Полина Осетинская. Наваждение» (2005).
- В 2001 году снимает фильм «Зимы не будет», являющийся интерпретацией русской народной сказки «Маша и медведь». В фильме звучит музыка групп «АукцЫон» и «Волков-трио».
- 2002 г. — впервые поднимает тему мифологизации личности Чапаева в документальном фильме «Чапаев. Фурманов. Митьки».
- Участвовал во многих выставках Союза Художников и имел ряд персональных. Точно, что о многом забыл и сам Тихомиров, не будучи приучен жизнью фиксировать важные события творческой биографии.
- 2007 г. — совместно с режиссёром, основателем движения «некрореализм», Евгением Юфитом выпустил альбом живописи и фотографий «[www.inoekino.ru/prod.php?id=4518 Тихомиров и Юфит: Энергетическая пара]».
- С 2007 г. вел колонку «Ротозей» о кино и телевидении в приложении «Выходной» к газете «Деловой Петербург».
- На протяжении 12 лет руководил Студией Изобразительных Искусств при студенческом клубе СПбГУЭФ (Санкт-Петербургского государственного университета экономики и финансов).
- 2008 г. — персональная выставка «Энергичная лирика» в Русском музее.
- 2008 г. — выставка «Энергетическая пара», совместно с Евгением Юфитом, сначала в галерее «Борей» (СПб), а затем — в Российском этнографическом музее (СПб).
- 2009 г. — персональная выставка «Кружки мастерской» в Галерее НОМИ, Санкт-Петербург
- 2010 г. — в издательстве «Амфора» вышла поэма в прозе «Чапаев-Чапаев».
- 2013 г. — снял полнометражный игровой фильм «Чапаев-Чапаев» при поддержке фонда Вячеслава Заренкова «Созидающий мир».
- С 2014 г. — председатель жюри межвузовского научно-исследовательского конкурса ABC-PROJECTS.
- 2015 г. — при поддержке фонда «Созидающий мир» был издан альбом «Рисунки на розовой бумаге», в него вошли восемьдесят рисунков, созданных на для газеты «Деловой Петербург» в 2008—2015. За этот альбом осенью 2015 года Виктор Тихомиров получил Царскосельскую художественную премию.
- 2015 г. — продолжил серию документальных фильмов-портретов. По инициативе клуба «Ужины с чудаками» и при поддержке фонда «Созидающий мир» был снят фильм о филологе, профессоре Санкт-Петербургского университета Борисе Аверине «Борис Аверин. Университеты».
- 2016 г. — в рамках АВС PROJECTS снял документальный фильм о профессоре-протодиаконе Андрее Кураеве «Андрей Кураев. Прямая речь».
- 2017 — опубликована поэма в прозе «Евгений Телегин и другие», издательство «Красный матрос», СПб. Предисловие к книге написал Борис Гребенщиков, проиллюстрировал поэму в прозе сам автор и его друзья-художники: Владимир Шинкарев и Константин Батынков. Книга подготовлена к изданию под редакцией профессора СПбГУ Бориса Аверина. В конце того же года московское издательство «Проспект» выпустило второе издание «Телегина», а в начале 2018 года — третье издание. Второе и третье издание дополнены портретом Виктора Тихомирова работы Виктора Цоя.
- 2017 г. — персональная выставка «Схватка д’Артаньяна и Миледи» в Музее искусства Санкт-Петербурга XX—XXI веков.
- 2017 г. — работал в жюри XXV Фестиваля российского кино «Окно в Европу».
- 2017 г. — в галерее «Матисс» (Петербург) прошла персональная выставка «Подъем в натуре», на которой были представлены пейзажи, написанные в Дании летом 2017 года и новые натюрморты.
- 2017 г. — при поддержке фонда «Созидающий мир» издан второй альбом «Рисунки на розовой бумаге 2», в который вошли рисунки для «Делового Петербурга», созданные в 2015—2017 годах.
- 2018 г. — в издательстве «Проспект» (Москва) вышел Путеводитель по Петербургу Виктора Тихомирова, состоящий из восьми книг. Каждая книга серии посвящена одному маршруту и снабжена авторской обложкой.
- Участвовал во многих выставках Союза Художников, коллективных выставках и имел ряд персональных выставок.
- В настоящее время дописывает книгу «1000 и одна любовь».
- Идет подготовка к экранизации книги «Евгений Телегин и другие».

## Фильмография

### Режиссёр фильмов
1. «Трава и вода», 1992 г.

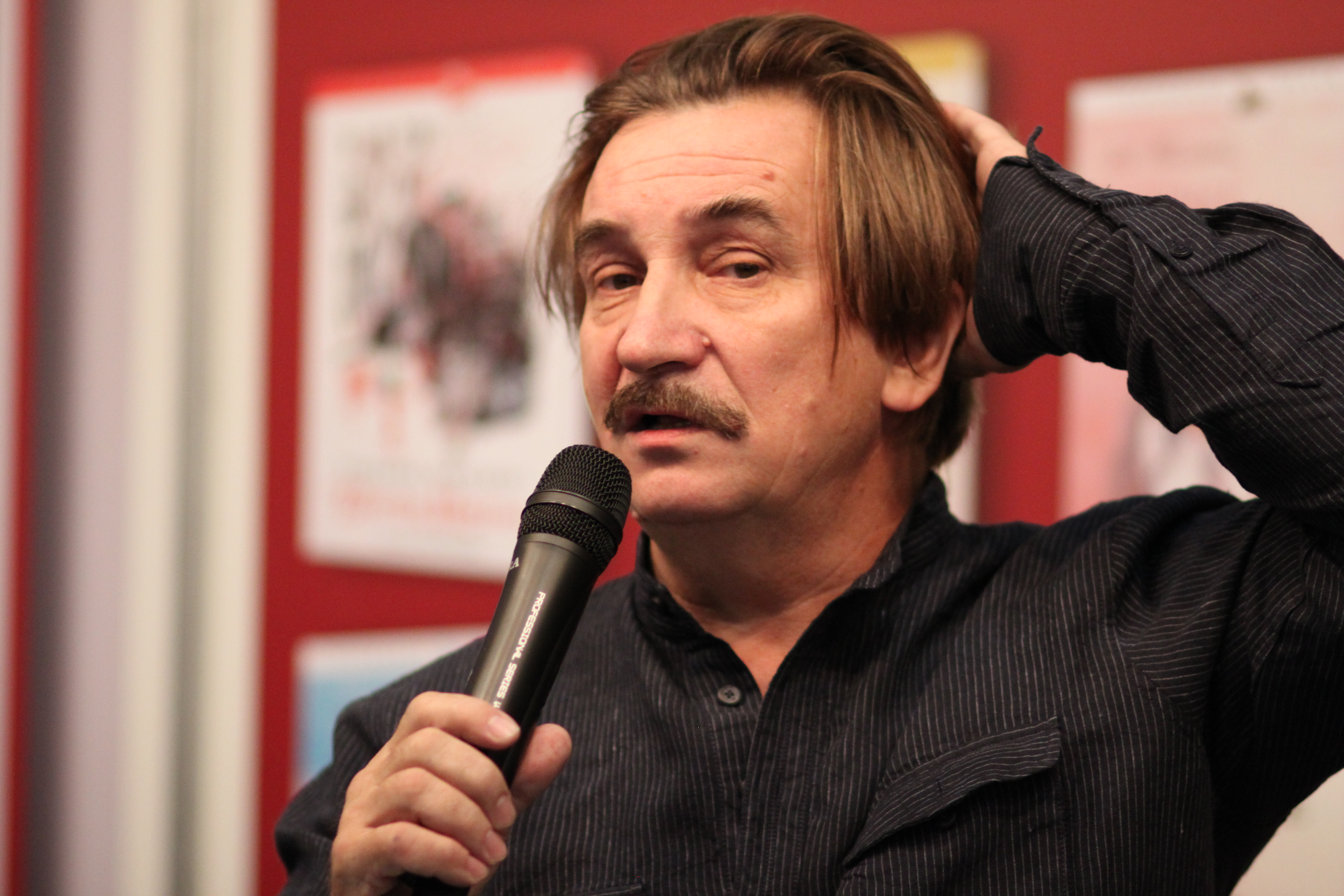
Виктор Тихомиров, 2010

2. Серии «Митьки. Полёт Икара», 2000 г.:
  1. «Над небом голубым»
  2. «Митьки революшн»
  3. «У митьков»
  4. «Ура флоту!»
  5. «Полусухариный сад»
3. «Андрей Битов. Зелёный чемодан», 2001 г.
4. «Зимы не будет», 2001 г.
5. «БГ. Лев Толстой», 2002 г.
6. «Чапаев, Фурманов. Митьки», 2002 г.
7. «Герман. Ленфильм», 2002 г.
8. «Сокуров», 2004 г.
9. «Полина Осетинская. Наваждение», 2005 г.
10. «Чапаев-Чапаев», 2013 г.[2]
11. «Борис Аверин. Университеты», 2015 г.
12. «Андрей Кураев. Прямая речь», 2016 г.
13. «Евгений Телегин», 2024 г.

### Актёрские работы
- «Концерт для крысы», 1995 г.
- «Экзерсис № 5», 1995 г. (х/ф, в составе киноальманаха «Прибытие поезда»)
- «Страсти по Филонову», 1999 г. (серия, в составе сериала «Агент национальной безопасности 5 сезонов 60 серий»)
- «Было лето», 2014 г. (реж. Ш. Ягафаров)

### Сценарии фильмов
- «Город», 1988 г. (совместно с Шинкарёв, Владимир Николаевич)
- «Митьки в Европе», 1989 г. (совместно с Шинкарёв, Владимир Николаевич)
- «Трава и вода», 1991 г.
- «Митьки никого не хотят победить, или Митькимайер», 1992 г. (совместно с Шинкарёв, Владимир Николаевич)
- «Митьки. Полёт Икара», 2000 г.
- «Андрей Битов. Зелёный чемодан», 2001 г.
- «Зимы не будет», 2001 г.
- «БГ. Лев Толстой», 2002 г.
- «Чапаев, Фурманов, Митьки», 2002 г.
- «Герман». Ленфильм, 2002 г.
- «Сокуров», 2004 г.
- «Полина Осетинская. Наваждение», 2005 г.
- «Чапаев-Чапаев», 2013 г.
- «Борис Аверин. Университеты», 2015 г.
- «Андрей Кураев. Прямая речь», 2016 г.
- «Евгений Телегин и другие», 2018 г.

## Призы и Премии
- 2000 Конкурс фестиваля «Киношок», дипломант, фильм «Ура флоту» (одна из серий «Митьки. Полет Икара»).
- 2002 РКФ «Литература и кино» в Гатчине. Специальный приз жюри, фильм «Андрей Битов. Зеленый чемодан».
- 2002 РКФ «Литература и кино» в Гатчине. Специальный приз жюри, фильм «Зимы не будет».
- 2005 Художественная премия альманаха «Петрополь», фильмы «БГ. Лев Толстой» и «Сокуров».
- 2008 Открытый конкурс на лучший сценарий-экранизацию «Экслибрис», серебряная медаль за сценарий фильма «Чапаев-Чапаев».
- 2013 XXII открытый фестиваль кино «Киношок», приз Гильдии киноведов и кинокритиков России «Слон» за фильм «Чапаев-Чапаев»
- 2014 Российский фестиваль кинокомедии «Улыбнись, Россия», приз прессы и киноведов за фильм «Чапаев-Чапаев»
- 2014 XXI международный «Фестиваль фестивалей», приз «Серебряный грифон» за фильм «Чапаев-Чапаев»
- 2015 Царскосельская художественная премия за книгу-альбом «Рисунки на розовой бумаге».

## Автор книг
- «Золото на ветру». — Рига.: Новая литература, 1991.
- «Золото на ветру». — М.: ИМА-пресс, 1992.
- «Золото на ветру» (сборник). — СПб.:Гранд СПб Университет, 2000.
- «Герой». — М.:Зебра, 2003.
- «Чапаев-Чапаев». — СПб, Амфора, 2010
- «Евгений Телегин и другие». — СПб, Красный матрос, 2017; Проспект, М., 2017

### Сборники
- Тихомиров В. И.// «Митьки выбранное». — Спб.: Канон, 1999.
- Тихомиров В. И.// «Митьки про заек». — М.: Вагриус, 2001.
- Тихомиров В. И.// «Мой Петербург». — М.: Вагриус, 2003.
- Тихомиров В. И.// «Митьки». — Спб.: Амфора, 2008.

## Персональные выставки
- 2008 г. «Энергичная лирика». Государственный Русский музей. Санкт—Петербург.
- Июль 2008 г. «Энергетическая пара». Совместно с Евгением Юфитом. Галерея «Борей». Санкт—Петербург.
- Ноябрь 2008 г. «Энергетическая пара». Совместно с Евгением Юфитом. Российский этнографический музей. Санкт—Петербург.
- Май 2009 г. «Кружки мастерской». Галерея НОМИ. Санкт-Петербург.

## Картины в музеях и частных коллекциях
Работы Виктора Тихомирова находятся в Государственном Русском музее, других российских и зарубежных музеях, а также в частных коллекциях.
В число коллекционеров входят:
Борис Гребенщиков, Виктор Цой, Юрий Шевчук, Андрей Петров, Мстислав Ростропович, Сергей Курехин, Михаил Боярский, Алексей Герман, Андрей Кончаловский, Александр Сокуров, Игорь Масленников, Александр Рогожкин, Владимир Хотиненко, Алексей Учитель, Сергей Дебижев, Иван Охлобыстин, Сергей Юриздицкий, Константин Батынков, Вячеслав Полунин, Виктор Крамер, Елена Спиридонова-Крамер, Андрей Битов, Валерий Попов, Владимир Шинкарев, о. Андрей Кураев, Полина Осетинская, Джон Малкович, Сергей Мигицко, Александр Баширов, Михаил Ефремов, Лев Прыгунов, Михаил Шац, Сергей Перегудов, Лев Мелехов, Вячеслав Заренков, Валерий Фадеев, Александр Дыбаль, Алексей Миллер, Михаил Зингаревич, Андрей Костин, Юлия Тимошенко, Александр Городницкий и др.